# О государственном устройстве Автономной Советской Башкирской Республики
«О государственном устройстве Автономной Советской Башкирской Республики» («Об отношениях Автономной Советской Башкирской Республики к Российской Советской Республике») — декрет ВЦИК и СНК РСФСР от 19 мая 1920 года об определении правового положения Башкирской Советской Республики в составе РСФСР.

## История принятия декрета
20 марта 1919 года, после подписания «Соглашения Центральной Советской власти с Башкирским правительством о Советской Автономной Башкирии», Башкурдистан был признан центральными советскими властями и преобразован в Башкирскую АССР. Однако при реализации «Соглашения…» правительство автономной республики — Башкирский военно-революционный комитет (Башвоенревком) столкнулся с целым рядом противодействий со стороны соседних губернских революционных комитетов, с неприятием местными коммунистами и советскими работниками идеи национальной автономии, недоверчивым отношением центральной власти к руководителям республики и т. д. Всё это привело к Январскому конфликту и последующим разногласиям между Башвоенревкомом и Башобкомом РКП(б).
7 февраля 1920 года при ВЦИК была создана комиссию по разработке вопросов федеративного устройства РСФСР, а 15 февраля 1920 года ВЦИК образовал комиссию по определению взаимоотношений между РСФСР и находящимся в его составе автономных государственных образований. Также была создана специальная комиссия по башкирскому вопросу в составе Л. Б. Каменева, И. В. Сталина и Л. Д. Троцкого. 5 апреля 1920 года в состав комиссии были включены Ф. Э. Дзержинский и Е. А. Преображенский.
Январский конфликт и последующие события, обусловили проведение 14 марта 1920 года совещания в Уфе с участием представителя ЦК РКП(б) Л. Д. Троцкого, членов Башревкома — А. А. Валидова, Ф. Н. Тухватуллина и Ф. Дудника, членов Башобкома — Ф. Самойлова, И. Ш. Рахматуллина и К. Каспранского, уполномоченных — Артёма и Е. Преображенского, председателя Уфимского губисполкома — Б. М. Эльцина. На повестку были включены следующие вопросы: о составе Башревкома и его Президиума, об определении границ Башкирской АССР, о созыве съезда Советов БАССР, о привлечении местных работников в хозяйственные органы БАССР с соседними губерниями, о земельной политике, о порядке назначения на ответственные посты работников, о взаимоотношениях между Советскими и партийными учреждениями в БАССР, о январском инциденте. Л. Д. Троцкий выступил против январских действий Башревкома, в то же время оказал поддержку ряду контрдоводов А. А. Валидова и его сторонников в отношении проводимой Башобкомом политики в Башкирской АССР. В резолюции совещания указывалось, «о полной недопустимости оценивать Башревком как контрреволюционное учреждение» и что партийные организации «ни в коем случае не должны вмешиваться в практическую административную работу советских учреждений, а должны оставаться руководящими политическими организациями трудящихся…», в связи с этим были подвергнуты критике действия Усерганского канткома РКП(б). Также в итоговом документе совещания указывалось что «основной задачей партийных и советских организаций Башреспубики является превращение Башреспублики в коммунистическую страну, часть великой Коммунистической Федерации, что не может быть достигнуто иначе, как путем привлечения широких трудящихся в сферу идеи коммунизма и его организации…», и что «представляется необходимым привлечение в ближайший период в состав Областного Комитета возможно большего числа башкир». По предложению Л. Д. Троцкого на совещании было решено Январский конфликт «считать окончательно ликвидированным», а «весь этот эпизод вычеркивается историей Башреспублики».
8 апреля 1920 года состоялось заседание пленума ЦК РКП(б), на котором с сообщением по башкирскому вопросу выступил председатель комиссии по башкирским делам И. В. Сталин. Председатель ВЧК Ф. Э. Дзержинский предложил предать суду Х. Юмагулова, К. Рычкова и других виновных в аресте членов Башобкома РКП(б), и отозвать председателя Башревкома А. Валидова в Москву. Комиссия по башкирским делам разработало рекомендации по дополнению «Соглашения Центральной Советской власти с Башкирским правительством о Советской Автономной Башкирии». С учётом этих рекомендаций, Политбюро ЦК РКП(б) 14 апреля 1920 года приняло специальное решение о конституционно-правовом положении Башкирской АССР.
В то же время правительство автономной республики через съезд Советов решило провести принятие собственной Конституции Башкирской АССР. Для этого в начале апреля 1920 года, на основании Конституции РСФСР 1918 года, началась подготовка к созыву I Всебашкирского съезда Советов, который планировали провести 20 мая 1920 года. 9 апреля 1920 года при Башревкома была создана комиссия по разработке Конституции республики для её представления съезду Советов. В состав комиссии вошли А. Валидов, И. Алкин, К. Каспранский, И. Мутин, Р. Петров, Ф. Тухватуллин, Ласточкин, Гест. Комиссия разработала положения «О Совете народных комиссаров БССР», «О Всебашкирском центральном исполнительном комитете», «О Всебашкирском съезде Советов рабочих, крестьянских, красноармейских и казачьих депутатов», «О представительствах Башкирской Советской Социалистической Республики», «Об управлении делами Совета народных комиссаров БССР». Эти положения предусматривали устройство парламентской республики со своим правительством в лице СНК Башкирской АССР, который был ответственным перед представительным органом — БашЦИК и съездом Сонетов депутатов. Однако комиссия по разработке Конституции Башкирской АССР не смогла довести до конца порученное дело, так как её председатель Валидов 28 апреля был вызван в Москву, а центральные власти взяли под свой контроль дело определения конституционно-правовых норм взаимоотношений федеральных властей с Башкирской АССР. В мае во ВЦИК работала комиссия, которая разрабатывала Положение о внутреннем устройстве Башкирской АССР, на заседания которой приглашался и Валидов. Однако центральные власти лишь в одном вопросе поддержали просьбу Валидова: Артём (Сергеев) и Ф. Самойлов по благовидным причинам были отозваны из автономной республики, вместо них были направлены П. Викман и П. Мостовенко.
15 мая 1920 года Башревком направил в Москву обращение о недопустимости значительного ущемления прав автономной республики по сравнению с правами, установленными Конституцией РСФСР 1918 года и Соглашением от 20 марта 1919 года. Башревком также осудил решения об отзыве Валидова и Юмагулова из республики, а также негласное запрещение башкирскому народу выбирать их на Всебашкирский съезд Советов и в будущий Совет Народных Комиссаров Башкирской АССР. Башревком указывал что как «…Ленин является вождем мирового пролетариата, так и Валидов является вождем башкирского пролетариата, и его работа у себя в республике необходима, так как он „знаток Востока“» и о том что Башревком «не намерен принимать какой-либо отставки З. Валидова». Данное обращение подписали 49 человек, в том числе башкирского национального движения — Тухватуллин, Магазов, Имаков, Алкин, Ягафаров, Мутин, Бурангулов, Биишев, Куватов, Мрясов, Халиков, Каспранский, Ишмурзин и другие.
19 мая 1920 года ВЦИК и СНК РСФСР подписали декрет «Об отношениях Автономной Советской Башкирской Республики к Российской Советской Республике», который в «Известиях ВЦИК» от 22 мая 1920 года был назван постановлением «О государственном устройстве Автономной Советской Башкирской Республики». Данный декрет признавался центральными властями в качестве Конституции Башкирской АССР.

## Содержание декрета
В 1-й статье декрета указывалось, что, согласно Конституции РСФСР, аппарат государственной власти Башкирской АССР складывается из местных Советов депутатов, Башкирского центрального исполнительного комитета и Совета народных комиссаров Башкирской АССР.
2-я статья декрета определяла перечень учреждаемых в автономной республике народных комиссариатов: 1) Внутренних дел с управлением почт и телеграфов,2) Юстиции, 3) Просвещения, 4) Здравоохранения, 5) Социального обеспечения, 6) Земледелия, 7) Продовольствия, 8) Финансов, 9) Совета народного хозяйства с отделами труда и путей сообщения, 10) Рабоче-крестьянской инспекции.
В примечании документа было указано, что иностранные дела и внешняя торговля полностью остаются в ведении центральных органов РСФСР. Военные дела оставались в ведении Башкирского военного комиссариата, которое по декрету было переподчинено ближайшему (Заволжскому) окружному военному комиссариату. А борьба с контрреволюцией также оставалась в ведении органов Всероссийской чрезвычайной комиссии, образуемых Всероссийской чрезвычайной комиссией по соглашению с Советом народных комиссаров Башкирской АССР.
Согласно 3-й статье, наиболее важные народные комиссариаты — Продовольствия, Финансов, Совет народного хозяйства с отделами Труда и Путей сообщения, Рабоче-крестьянской инспекции и Управления почт и телеграфов при Народном комиссариате внутренних дел, «в целях сохранения единства финансовой и хозяйственной политики РСФСР по всей территории республики» переходили в непосредственное подчинение соответствующим народным комиссариатам РСФСР с обязательством «исполнения инструкций и распоряжений последних».
В 4-й статье декрета предоставлялась автономия в действиях и ответственность за свои действия перед Башкирским ЦИК следующим народным комиссариатам: Внутренних дел (без управления почтой и телеграфом), Юстиции, Просвещения, Здравоохранения, Социального обеспечения и Земледелия. 
5-й статье было указано что необходимыми финансовыми и техническими средствами Автономная Советская Башкирская Республика снабжалась из общих средств РСФСР.

## Последствия
После принятия декрета «О государственном устройстве Автономной Советской Башкирской Республики» принятием декрета Башкирская СР фактически лишилась прав политического и экономического суверенитета, которое было гарантировано по «Соглашению центральной Советской власти с Башкирским правительством о Советской Автономной Башкирии» от 20 марта 1919 года. В то же время за правительством автономной республики сохранялись лишь второстепенные административные функции, которые также должны были находиться под неусыпным надзором и контролем Башобкома РКП(б), БашЧК и РКИ. Вскоре по его образцу и подобию возникли декреты ВЦИК о создании Татарской, Киргизской и других автономий.
С принятием декрета из Башкирской СР в Москву стали приходить обращения с призывом отменить декрет и с требованием возвращения Валидова и Юмагулова. После того как в знак протеста против принятия декрета Башревком 1-го состава ушло в отставку, в его новый состав Башобкомом РКП(б) были включены противники автономии, в том числе участники январского конфликта из Башобкома, а председателем БашЦИК и СНК БАССР был избран известный противник башкирской автономии и самоопределения наций — Г. К. Шамигулов. В результате в республике активно началось внедрение политики «военного коммунизма», проводились массовые репрессии местного населения, что в конечном счёте привело к восстаниям башкир, требовавших возвращения к власти прежнего Башревкома во главе с А. А. Валидовым и Х. Ю. Юмагуловым. Жестокое подавление восстания и грабежи населения привели к трагическим последствиям массового голода населения в 1921—1922 годах.
В 1921 году новое руководство Башкирской СР пришло к выводу, что Декрет ВЦИК и СНК РСФСР от 19 мая 1920 года «О государственном устройстве Башкирской СР» тормозит социально-экономическое развитие автономной республики, поэтому на II Всебашкирском съезде Советов БашЦИК было поручено возбудить ходатайство перед ВЦИК РСФСР о пересмотре этого декрета, а также был принят проект резолюции «О государственном устройстве БСР».